# TF Budapest
El Tehetsehes Fiatalog Budapest, conocido por motivos de patrocinio como  Serco-TF Budapest es un equipo de baloncesto húngaro con sede en la ciudad de Budapest, que compite en la Nemzeti Bajnokság I/A, la máxima competición de su país. Disputa sus partidos en el NKE Sportcsarnok, con capacidad para 1,400 espectadores.

## Historia
El equipo se fundó en 2007, y compitió en divisiones inferiores del baloncesto húngaro, logrando plaza en 2008 en la primera división del país, entonces con la denominación de EnterNet-NTE Hegyvidék, pero acabí la temporada sin lograr una sola victoria, descendiendo a la División B.
Se mantivo en la segunda división hasta que en la temporada 2017-18 se proclamó campeón, derrotando en la final al Vasas Akademia por 2-1.

## Nombres
| Denominación           | Período       |
| ---------------------- | ------------- |
| NTE-Budapest           | 2007-2008     |
| EnterNet-NTE Hegyvidék | 2008-2009     |
| PEKOSI Hegyvidék       | 2009-2010     |
| TF Budapest            | 2010-presente |

## Temporada a temporada
| Temporada | Nivel | Liga       | Pos. | Record | Copa de Hungría |
| --------- | ----- | ---------- | ---- | ------ | --------------- |
| 2011–12   | 2     | B Division | 8º   |        |                 |
| 2012–13   | 2     | B Division | 6º   |        |                 |
| 2013–14   | 2     | B Division | 2º   |        |                 |
| 2014–15   | 2     | B Division | 5º   |        |                 |
| 2015–16   | 2     | B Division | 6º   |        |                 |
| 2016–17   | 2     | B Division | 5º   |        |                 |
| 2017–18   | 2     | B Division | 1º   |        |                 |
| 2018–19   | 1     | NB I/A     | 14º  |        |                 |